# Matías Aguirregaray
Matías Aguirregaray, vollständiger Name Matías Aguirregaray Guruceaga, (* 1. April 1989 in Porto Alegre, Brasilien) ist ein uruguayischer Fußballspieler. Der Vasquito genannte Matías Aguirregaray ist der Sohn des ehemaligen uruguayischen Fußballspielers (10 Länderspiele von 1995 bis 1997) und jetzigen Trainers Óscar Aguirregaray. 

## Verein
Seit 2000 spielte er für die Jugendmannschaft von Peñarol und gehörte seit 2008, dem Jahr seines Debüts in der Primera División, zum Kader der ersten Mannschaft. Ihm gelang der einzige Treffer für Peñarol bei der Finalniederlage in der uruguayischen Meisterschaft 2007/08 gegen Defensor Sporting. In der Saison 2009/10 feierte er mit den Aurinegros den Gewinn der uruguayischen Meisterschaft. Im Oktober 2010 wechselte er auf Leihbasis von Peñarol zum FC Terrassa, bei dem er kein Spiel absolvierte. Im Juli 2011 wurde bekanntgegeben, dass er zurück in sein Heimatland zu den Montevideo Wanderers wechselt, von wo er einen Monat später zum US Palermo verliehen wurde. In der Saison 2011/12 absolvierte er zwölf Spiele (kein Tor) in der Serie A und ein Pokalspiel für die Sizilianer. Zur Spielzeit 2012/13 wechselte er nach Siebenbürgen zum CFR Cluj. Dort kam er in fünf Partien der Champions League zum Einsatz. Am 13. Januar 2013 gab dann Peñarol die Rückkehr Aguirregarays zur Clausura 2013 bekannt. Er unterzeichnete einen Vertrag mit anderthalbjähriger Laufzeit. Seit seiner Rückkehr zu den Montevideanern lief er bis zum Saisonende 2012/13 in sieben Begegnungen (zwei Tore) der Copa Libertadores und in 14 Ligaspielen (ein Tor) auf. Am Ende der Spielzeit stand der Gewinn der Landesmeisterschaft. Zur Spielzeit 2013/14 wurde sein Wechsel nach Argentinien zu Estudiantes de La Plata vermeldet. Bei den Argentiniern absolvierte er 34 Ligaspiele (drei Tore) sowie vier Partien (kein Tor) in der Copa Sudamericana, neun Begegnungen (kein Tor) in der Copa Libertadores 2015 und vier Spiele (kein Tor) in der Copa Argentina. Ende Juli 2015 wurde er für eine Spielzeit an seinen vormaligen Arbeitgeber Peñarol ausgeliehen. In der Saison 2015/16 wurde er 30-mal in der Primera División eingesetzt, schoss fünf Tore und gewann mit dem Team die Landesmeisterschaft. Zudem bestritt er fünf Partien (kein Tor) der Copa Libertadores 2016. Anschließend kehrte er zu Estudiantes de La Plata zurück. Nach 23 Einsätzen (sechs Tore) in der Liga, zwei (kein Tor) in der Copa Sudamericana 2016, fünf (kein Tor) in der Copa Libertadores 2017 und einem Pokaleinsatz verließ er die Argentinier und schloss sich im Juli 2017 dem Club Tijuana aus Mexiko an.

## Nationalmannschaft

### U20
Aguirregaray spielte in der U-20-Nationalmannschaft Uruguays und feierte dort unter Trainer Diego Aguirre am 31. Juli 2008 beim Torneo Ciudad de Trinidad in der Partie gegen Paraguay. Insgesamt stand er 20-mal für diese Auswahl auf dem Platz und erzielte zwei Treffer. Er nahm mit der U-20 sowohl an der U-20-Fußball-Südamerikameisterschaft 2009 als auch an der U-20-Fußball-Weltmeisterschaft 2009 in Ägypten teil, wo er in den Gruppenspielen gegen Ghana und Usbekistan zum Einsatz kam.

### Olympiaauswahl (U23)
Nachdem Aguirregarays Name zunächst Bestandteil einer am 14. Februar 2012 seitens des Nationaltrainers Óscar Tabárez bekanntgegebenen provisorischen Vorauswahl-Liste war, aus der die Nominierten für das uruguayische Team beim olympischen Fußballturnier der Olympischen Spiele 2012 rekrutiert werden sollten, wurde er schließlich ins endgültige Aufgebot berufen und nahm an den Spielen teil. In der Olympiaauswahl, in der er am 11. Juli 2012 debütierte, sind insgesamt vier Einsätze (kein Tor) verzeichnet.

### A-Nationalmannschaft
Aguirregaray debütierte am 14. November 2012 gegen die Polen in der A-Nationalmannschaft. Anfang Februar 2013 kam er bei der 1:3-Niederlage Uruguays im in Katar ausgetragenen Freundschaftsländerspiel gegen Spaniens Auswahl zu einem weiteren Einsatz in der A-Nationalmannschaft. Beim WM-Qualifikationsspiel gegen Chile, das am 27. März 2013 in Santiago stattfand, stand er erstmals in einem Pflichtspiel für die Celeste auf dem Platz. Ende Mai 2013 wurde er dann von Nationaltrainer Óscar Tabárez ins vorläufige Aufgebot für den FIFA-Konföderationen-Pokal 2013 berufen. Sein vierter Einsatz für die Celeste datiert vom 23. Juni 2013, als er im Duell gegen Tahitis Auswahl in der Startelf stand. Nach mehr als 14-monatiger Pause absolvierte er am 5. September 2014 sein fünftes Länderspiel. Sein vorläufig letzter Länderspieleinsatz datiert vom 8. September 2014. Damit bestritt er bislang sechs A-Länderspiele. Ein Länderspieltor erzielte er bis dato nicht.

## Erfolge
- 3× Uruguayischer Meister: 2009/10, 2012/13, 2015/16